# 广东南方电视台
23°8′32.37″N 113°16′34.99″E / 23.1423250°N 113.2763861°E

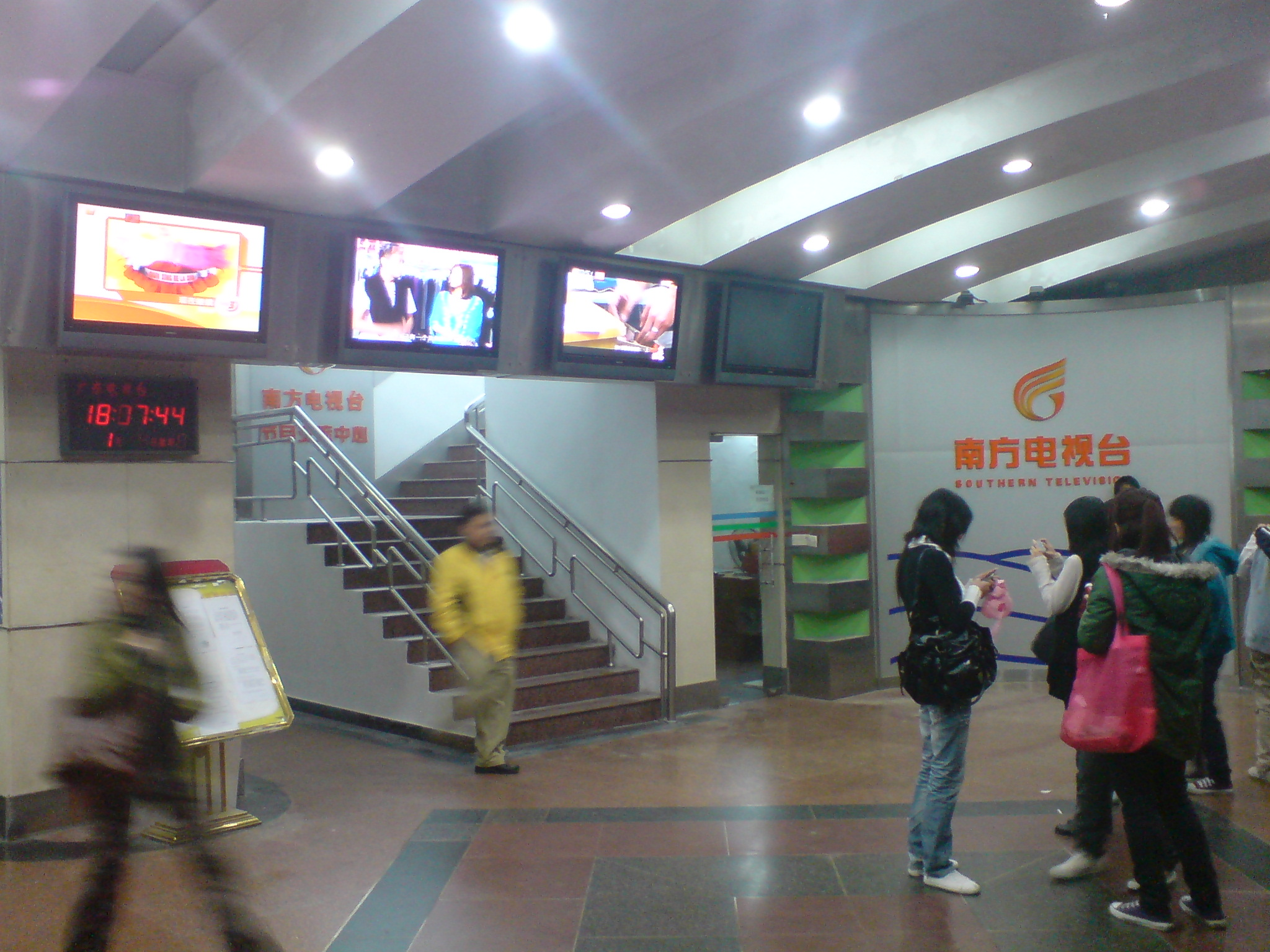
南方电视台在广东电视台演播厅大楼的主控中心（即广东电视中心一期录制楼）

广东南方电视台，通称南方电视台，简称南方台，英语简写为TVS，是中华人民共和国广东省一个曾经存在的省级电视台，于2001年7月1日正式成立，同年12月20日正式开播。该台由原广东经济电视台和经过调整的广东有线广播电视台整合而成，为中国大陆最年轻，也是存在时间最短的一个省级电视台。
南方電視台台址位于广州市环市东路331号北座，即广东电视台演播厅大楼内，与其仅一墙之隔（两个电视台都位于同一个职员生活大院内）。
該台曾與廣東電台、廣東電視台、廣東省廣播電視技術中心及廣東有線廣播電視網絡股份有限公司同為南方廣播影視傳媒集團成員。2014年4月23日，南方电视台被并入广东广播电视台。于2019年12月13日独立编制已经撤销。

## 历史
1994年6月2日，广东有线广播电视台成立。开台初期有自办的体育台、影视台和两套调频立体声广播音乐节目。
1994年12月22日，广东经济电视台启播，是全国首家商业电视媒体。其对外宣称办台宗旨为“服务经济、服务消费、服务大众”，实行“无国家拨款、无行政级别、独立核算、自主经营、自负盈亏”的体制，各级工作人员实行聘任制。
2001年7月1日，经过调整的广东有线广播电视台（原广东有线的体育频道划给广东电视台，并接收后者的少儿节目制作资源）与广东经济电视台重整為南方電視台，并于同年12月20日正式啟播。
2004年7月28日，南方电视台都市频道（TVS-2）上星播出，呼号“南方电视台卫星频道”。
2005年12月8日，南方电视台科教频道（TVS-5）被整体移交至广东电视台，并改为广东新闻频道。原科教频道播出的科教类节目改由TVS-1播出，该频道亦更名为南方经济科教频道；而约一年后TVS-5的频道代号改由南方少儿频道（原TVS-6）使用。
2011年10月15日，南方电视台与上海广播电视台合作开设天天购物频道，呼号“TVS东方购物”，开始在TVS东方购物频道和综艺频道播出购物节目。2016年解约，改名“南方购物”至今。
2014年4月23日，由原南方广播影视传媒集团、广东人民电台、广东电视台、南方电视台、广东广播电视技术中心整合成立的广东广播电视台正式挂牌成立，同日广东南方广播影视传媒集团有限公司同时挂牌成立。
2022年7月29日，南方卫视粤语频道正式更名为广东广播电视台大湾区卫视频道。

## 频道
2014年5月起，因應合併後的調整，原南方台各频道统一更名为“广东XX”（例如南方经濟科教更名为广东经濟科教，南方卫视更名为广东南方卫视），但原南方台台徽及TVS编号保持不變。2017年12月，TVS-4率先更换TVS台标为“广”字台标；其余在播频道也在2019年12月13日取消TVS台徽及编号。
- TVS-1 经济频道→经濟科教频道：是南方电视台的第一频道，前身为广东经济电视台，简称商台。主要播出普通话新闻财经和生活节目，原TVS-5停播后增加播出科教类节目。
- TVS-2 南方都市→南方卫视→大湾区卫视：前身为廣東有線廣播電視台第4台都市頻道。2004年7月28日成功上星，上星版使用“南方电视台卫星频道”（南方卫视，TVS-★）的呼号，地面版仍使用“南方电视台都市频道”（南方都市）呼号，直到2010年前后统一呼号为“南方卫视”，但地面版与上星版两个版本仍使用不同的节目表，上星版本以TVS-2★作为标记。2022年7月28日更名为大湾区卫视，省內地面版和省外上星版合併為同一版本播出。主要播出粤语资讯和生活娱乐节目。
- TVS-3 综艺频道→停播 ：前身为廣東有線廣播電視台第3台信息頻道。主要播出粤语综艺、文艺、音乐等节目，2016年开始大部分时间与TVS东方购物频道联播。2018年停播。
- TVS-4 影视频道（TVS4）：前身为廣東有線廣播電視台第1台影視頻道。主要播出粤语配音影视剧集，后期增加播出生活资讯类节目。
- TVS-5 科教频道→停播：前身为廣東有線廣播電視台第5台購物頻道。主要播出教育节目和纪录片，到后期增加播出新闻节目[6]，直到2005年11月改为广东电视台旗下的广东新闻频道，原科教节目内容转由TVS1播放。
- TVS-6→TVS-5 动漫频道→少儿女性频道→少儿频道：前身为廣東有線廣播電視台第6台卡通頻道。主要播出普通话青少年儿童节目，后于2021年7月与嘉佳卡通卫视合并为嘉佳少儿频道部门。
- TVS-7 图文频道→停播：前身为广东有线广播电视台第7台电影频道（加密）。主要播出图文信息，停播时间不明。[7]
- TVS南方购物频道：24小时播出购物节目，节目以普通话播出。最初是“开心购物”、“天天购物”，2011年10月15日与SMG合作打造“东方购物”广东版，2016年解约并自立门户，使用现在的呼号

## 覆盖

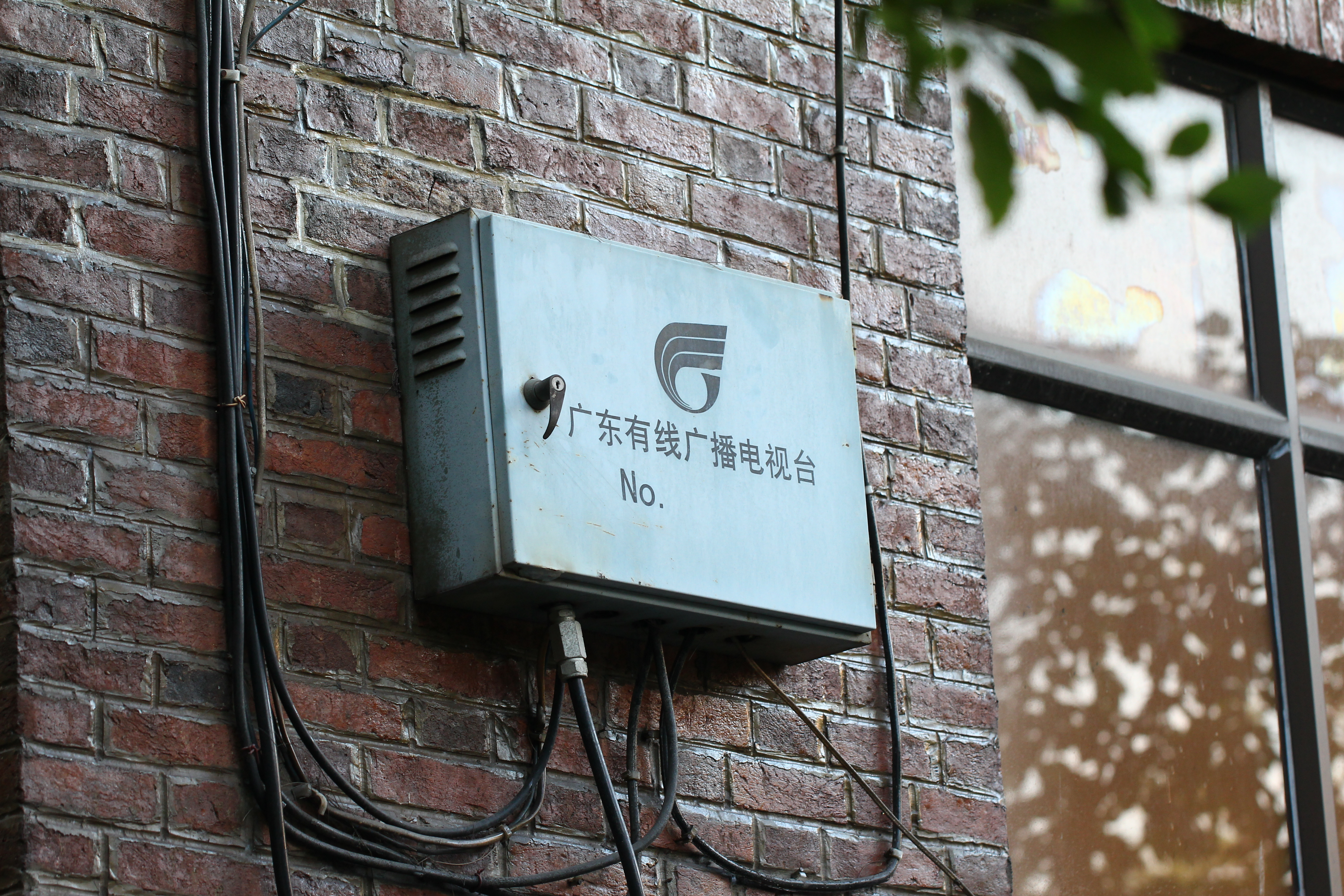
南方台的前身是廣東有線廣播電視台，台徽相同。

南方台旗下五个频道通过广东各地有线网络转播。南方经视通过越秀山转播台采用UHF第22頻道发射模拟电视信号，由2015年11月起本頻道轉為數字地面廣播，可改為接收482MHz。南方卫视通过多个卫星平台播出，覆盖全球大部分地方。在廣西和海南，南方卫视通過當地的有線數字電視系統向省内大部分地区轉播。而在深圳，仅提供TVS-1、TVS-2、TVS-5。

## 副業

### 南方電視叢書
在本業之外，南方电视台也兼作圖書出版業務，《南方電視叢書》（TVS Books）即為其代表作。其營運模式，不是設立出版部門或子公司來出版《南方電視叢書》，而是由南方电视台授權國內各家出版社出版《南方電視叢書》。截至目前為止，與南方电视台合作過的出版社有广州出版社、羊城晚报出版社、香港银河出版社、中国轻工业出版社等。

### TVS南方购物
原“开心购物”、“天天购物”，从2011年10月15日由南方廣播影視傳媒集團和上海广播电视台合作，呼号“TVS东方购物”，开始在TVS东方购物频道和南方电视台综艺频道播出购物节目。2016年解约，改名“南方购物”至今。

## 语言
在廣東珠三角地區，1988年因考慮到鄰近港澳，要與香港電視節目競爭，廣電部才特別批准廣州電視台和廣東電視珠江台使用粵語廣州話。2004年南方电视台都市频道上星更名南方卫视（今大湾区卫视），也使用粤语播出。所以广东省级频道在行政命令上只有广州话频道而无潮州话、客家话频道。省台的语言平等问题是互联网关于广东的论坛讨论得较多的话题，在社会上也有一定的讨论。

## 收视率
在2000年以前，香港电视长期占据了广东电视收视份额。1999年，广东的境外电视总体占有率是72.5%，而包括央视、广东台和广州台在内的境内电视收视率只有23%；2001年，南方电视台的前身广东有线电视台与广东经济电视台所占的收视市场份额只有6.5%。南方电视台成立后，这一局面得到了变化。2005年7月，南方台在广州地区的市场份额已上升到19.8%，仅次于香港无线电视的27.3%，居于广州地区内地电视媒体之首，也是当年市场份额增长最大的广东本土电视媒体，抢夺了大量境外频道的收视份额。